# Jeinkler Aguirre
Jeinkler Ernesto Aguirre Manso (Camagüey, 14 giugno 1990) è un tuffatore cubano.

## Biografia
Alle Olimpiadi di Pechino 2008, si è qualificato per la finale dalla piattaforma 10 metri ed ha chiuso al quindicesimo posto in classifica.
L'anno successivo ai campionati mondiali di nuoto di Roma 2009 ha vinto, in coppia con il compagno di nazionale José Antonio Guerra, la medaglia di bronzo nella piattaforma 10m sincro, concludendo la gara alle spalle della coppia cinese, formata da Huo Liang e Yue Lin e di quella statunitense, formata da David Boudia e Thomas Finchum. Nel concorso dalla piattaforma 10 metri individuale si è piazzato al trentesimo posto.
Ai Giochi panamericani di Guadalajara 2011 ha vinto la medaglia d'argento, sempre in coppia con José Antonio Guerra nella piattaforma 10m sincro.

## Palmarès
- Mondiali di nuoto

Roma 2009: bronzo nel sincro 10 m.
- Giochi panamericani

Guadalajara 2011: argento nel sincro 10 m.
Toronto 2015 : oro nel sincro 10 m.